# Pentito

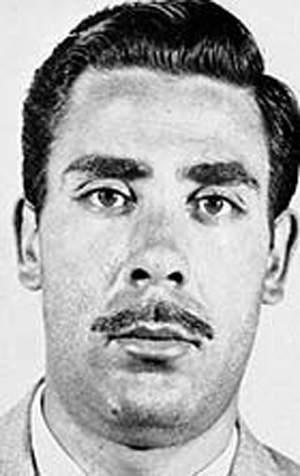
Tommaso Buscetta

Pentito («penedit»; plural: pentiti) és un terme que s'utilitza per a designar els confidents de la justícia en terminologia processal penal italiana que abans formaven part d'organitzacions criminals i decideixen col·laborar amb la fiscalia. La categoria judicial de pentiti es va crear a la dècada del 1970 per a combatre la violència i el terrorisme durant els anys de plom. Durant el Maxiprocesso de 1986–87 i després del testimoni de Tommaso Buscetta, el terme s'aplica als antics membres del crim organitzat a Itàlia que han abandonat la seva organització i ajuden els investigadors.

## Descripció
A canvi de la informació que entreguen, els pentiti reben condemnes més curtes pels seus crims i en alguns casos fins i tot llibertat. En el sistema judicial italià, poden obtenir protecció personal, una nova identitat i diners per a començar una nova vida en un altre lloc, possiblement a l'estranger. Aquesta pràctica també és habitual a altres països. Als Estats Units d'Amèrica, els delinqüents que testifiquen contra els seus antics socis poden entrar al Programa de Protecció de Testimonis i rebre noves identitats amb la documentació acreditativa. Els caps de la màfia italiana Buscetta i Francesco Marino Mannoia van poder viure als EUA amb noves identitats.
Entre els pentiti més famosos de la màfia hi ha Tommaso Buscetta, el primer pentito important. La seva col·laboració va ser útil per al jutge Giovanni Falcone per a determinar el lideratge de la màfia siciliana a la dècada de 1980, i identificar les principals vies operatives que la Cosa Nostra utilitzava per als seus negocis.
A Itàlia, altres èxits importants es van aconseguir amb la cooperació dels pentiti en la lluita contra el terrorisme (sobretot contra les Brigades Roges), i pel carabinieri Carlo Alberto Dalla Chiesa (que després va ser assassinat per la màfia). En el període fins als anys 1990 hi havia molt pocs pentiti encara que significatius, com Tommaso Buscetta, Salvatore Contorno, Antonino Calderone, etc. Això, però, va canviar atès que des del 1992 més d'un miler de mafiosos han acceptat col·laborar amb la justícia italiana.
En alguns casos, els pentiti han inventat històries per a obtenir reduccions de condemnes. Un cas famós va ser el del popular presentador de televisió Enzo Tortora, que va ser acusat falsament de tràfic de cocaïna i pertinença a la Camorra napolitana per un pentito anomenat Giovanni Melluso. Tortora va estar empresonat durant anys, va desenvolupar càncer i va morir poc després que finalment fos declarat innocent, potser a causa de l'estrès emocional del seu empresonament.
En algunes comunitats del sud d'Itàlia la màfia té una presència important i en aquestes zones convertir-se en un pentito equival a una condemna a mort. De fet, la família de Totò Riina amb seu a la ciutat de Corleone ampliava habitualment la pena de mort dels pentiti als seus familiars. Per exemple, diversos membres de la família de Tommaso Buscetta van ser assassinats en una llarga sèrie crims.
A Itàlia, els pentiti han estat criticats pels favors que reben i perquè inventen històries per a rebre beneficis o per a perseguir persones que no els agraden. La seva labor es veu com una recompensa per als delinqüents, en lloc d'un càstig, i el seu testimoni es considera poc fiable ja que prové d'una organització criminal. Luciano Violante, polític i expresident de la Commissione parlamentare antimafia, va respondre que «no trobem informació sobre la màfia entre les monges». Amb tot, l'Estat només pot recollir revelacions durant sis mesos després de la intenció inicial de col·laboració, després dels quals no es podran utilitzar als tribunals.

## Pentitidestacats
- Leonardo Vitale (1941–1984) va ser el primer pentito el 1973, tot i que al principi les seves confessions no es van prendre seriosament.
- Tommaso Buscetta (1928–2000) va ser el primer pentito d'alt perfil contra la màfia siciliana. Va començar a col·laborar amb el fiscal antimàfia Giovanni Falcone el 1984. El seu testimoni va ser d'importància crucial en l'emblemàtic Maxiprocesso de 1986–87.
- Salvatore Contorno (1946) va començar a col·laborar l'octubre de 1984, seguint l'exemple de Buscetta.
- Leonardo Messina (1955), membre del clan San Cataldo que es va convertir en informador el 1992. Va ser el major acusador de Giulio Andreotti.
- Antonino Giuffrè (1945), cap de Caccamo i membre del clan dels Corleonesi, es va convertir en informador el 2002, després de la seva detenció.
- Antonino Calderone (1935–2013) va començar a col·laborar l'abril de 1987.
- Francesco Marino Mannoia (1951) va començar a col·laborar l'octubre de 1989 perquè el seu germà havia estat assassinat. Va ser el primer pentito que pertanyent a la facció guanyadora de la segona guerra de la màfia (1981–83).
- Giovanni Brusca (1957), l'assassí del fiscal antimàfia Falcone, va començar a col·laborar el 1996.
- Santino Di Matteo (1954), es va convertir en informador el 1993 després de la seva detenció, va oferir informació relativa a l'atemptat de Capaci. Per aquest motiu el seu fill Giuseppe va ser segrestat, assassinat i dissolt en àcid.
- Salvatore Cancemi (1942–2011), un altre dels assassins de Falcone, es va lliurar als carabinieri el juliol de 1993 i immediatament va començar a col·laborar.
- Giuseppe Marchese (1963), nebot de Filippo Marchese i que es va convertir en informador el 1992.
- Gaspare Mutolo (1940), va començar a col·laborar a la presó el maig de 1992 i va ser el primer mafiós que va parlar de les connexions entre la cosa nostra i els polítics italians.